# Tu Mo Love Story
Tu Mo Love Story (em oriá: ତୁ ମୋ ଲଭ୍ ଷ୍ଟୋରୀ) é um longa-metragem de drama, dirigido por Tapas Saragharia e produzido por Deepak Kumar Mishra. As companhias Tarang Cine Productions e DK Movies produziram as cenas, que foram gravadas na Índia. Estrelando Swaraj Barik e Bhumika Dash, e com um roteiro de Tapas Saragharia, o mesmo foi lançado em 7 de abril de 2017.

## Trilha sonora
A trilha sonora do filme foi dirigida por Prem Anand e todas as cinco canções foram compostas por Prem Anand.
| N.º            | Título                 | Intérpretes                       | Duração |  |
| 1.             | "Chal Ame Pakha Pakhi" | Asutosh Mohanty, Diptirekha Padhi | 02:16   |  |
| 2.             | "Jadi Ae Jibanare"     | Humane Sagar, Ananya Nanda        | 02:43   |  |
| 3.             | "Premare Papa Kete"    | Biswajit Mohapatra, Ananya        | 02:28   |  |
| 4.             | "Tike Tike Achinha"    | Diptirekha, Humane                | 03:49   |  |
| 5.             | "Tu Mo love Story"     | Humane, Ananya                    | 03:45   |  |
| Duração total: | Duração total:         | Duração total:                    | 15:01   |  |